# Llista d'alcaldes de Figaró-Montmany
Llista d'alcaldes de Figaró-Montmany:
- Gaspar Puig i Xicola (1899 - 1901)
- Isidre Roca i Rodés (1901 - 1906)
- Josep Coll i Surribas (1906 - 1908)
- Josep Surribas i Barnils (1908 - 1916)
- Bonaventura Mas i Mauri (1916 - 1918)
- Josep Surribas i Barnils (1918 - 1923)
- Miquel Xicola i Cortés (1923 - 1923)
- Joan Antúnez i Pujol (1923 - 1924)
- Ramon Pou i Fàbregas (1924 - 1924)
- Lluís Costa i Puigsallosas (1924 - 1930)
- Daniel Coronas i Guillem (1930 - 1931)
- Victorí Coll i Barnet (1931 - 1934)
- Joan Riera i Planas (1934 - 1936)
- Tomàs Rovira i Cullell (1936 - 1938)
- Josep Bachs i Barjuan (1938 - 1939)
- Joan padrós i Tornabell (1939 - 1940)
- Joan Rogé i Bosch (1940 - 1941)
- Pere Coll i Collell (1941 - 1943)
- Victorí Coll i Barnet (1943 - 1952)
- Pere Coll i Barnet (1952 - 1958)
- Joan Bruy i Portet (1958 - 1975)
- Ignasi Coll i Vila (1975 - 1979)
- Jordi Mas i Solà (1979 - 1990)
- Manel Alconchel i Catalan (1990 - 1997)
- Enric Mateu i Dordal (1997 - 1999)
- Manel Alconchel i Catalan (1999 - 2002)
- Germán Ferreira i Casal (2002 - 2002)
- Manel Alconchel i Catalan (2002 - 2003)
- Gemma Sànchez i Garcia (2003 - 2007)
- Manel Garcia i Padreda (2007 - 2011)
- Lluc Vinyes i Peláez (2011 - 2015)
- Maria Teresa Carrillo García (2015 - 2019)
- Ramon Garcia González (2019 -)